# Yu-Gi-Oh! Go Rush!!
Yu-Gi-Oh! Go Rush!! (遊☆戯☆王ゴーラッシュ！！?, Yūgiō Gōrasshu!!) è una serie televisiva anime e ottava serie del franchise Yu-Gi-Oh!. Prodotta dallo studio Bridge sotto la regia di Nobuhiro Kondo, è stata trasmessa su TV Tokyo dal 3 aprile 2022 al 30 marzo 2025.

## Trama
Le vicende sono ambientate nella città di Mutsuba, il luogo di nascita dei Duelli Rush. Qui vivono Yuhi e Yuamu Ohdo, rispettivamente fratello e sorella, entrambi studenti delle scuole elementari che gestiscono l'UTS (Uchūjin Toraburu sōdansha (宇宙人トラブル相談所? lett. "Centro di consulenza per problemi alieni"), una società che si occupa di sgominare eventuali minacce aliene. Cercando di ritrovare  una sostanza che gli è stata rubata, Yuhi trascorre le sue giornate alla ricerca di alieni ma sempre invano. Un giorno, Yuhi e Yuamu scoprono una vera navicella spaziale dopo aver visto un cerchio nel grano e finiscono per incontrare Yudias Velgear, un alieno proveniente dall'ammasso stellare Velgear. Yudias rivela di essere giunto sulla Terra alla ricerca dei "Duelli Rush", che si dice possa condurre i suoi compagni che erano fuggiti dal loro pianeta natale verso un nuovo futuro. Da quel momento in poi Yudias inizierà a farsi strada nel mondo dei duelli facendo nuove conoscenze.

## Produzione
Poiché la serie precedente ha avuto un ruolo importante nella diffusione delle regole introdotte con i Duelli Rush nel gioco di carte, è stato deciso che nella storia di Yu-Gi-Oh! Go Rush i Duelli Rush sarebbero stati già popolari e per cercare di avvicinare nuovo pubblico si è scelto di includere dei principianti tra i protagonisti. Dato che i Duelli Rush sono già famosi sulla Terra, è stato considerato che il protagonista Yudias sarebbe stato un alieno che non era a conoscenza di queste regole e che di conseguenza avrebbe dovuto impararle. Il regista Nobuhiro Konbo ha affermato che siccome in questa serie compaiono mostri simili a alieni e che il protagonista lo è a sua volta sarebbe stato difficile distinguerlo dalle creature sul terreno di gioco. In un'intervista svolta da Sekai degli EXILE, il regista Kondo ha confermato che non ci sarebbero stati problemi in merito poiché in Yu-Gi-Oh! Sevens era presente un duellante accompagnato da un piccione che utilizzava mostri dello stesso tipo. Kondo ha inoltre sottolineato che nelle serie precedenti non era mai stato utilizzato un alieno come protagonista e dato che non metteva in contraddizione l'ambientazione generale ritenne che era stata una buona scelta. Inizialmente il design di Yudias doveva essere uno completamente diverso da quello finale e avevo lo scopo di far capire immediatamente che era un alieno ma siccome tale forma non si prestava bene ai duelli si è scelto di puntare su uno stile più classico e renderlo più simile agli esseri umani. Per quanto concerne il personaggio di Yuamu Ohdo, che affianca Yudias nelle sue avventure e che svolge il ruolo di presidentessa d'azienda nonostante essere una studentessa delle elementari, Kondo ha commentato: "Gli studenti delle scuole elementari hanno molto interesse e ammirazione per la società degli adulti e i sistemi aziendali. Volevo essere in grado di rispondere ai desideri di questi bambini, così ho deciso di nominarla presidentessa di una compagnia all'età delle elementari".

## Media

### Anime
Il 17 dicembre 2021 TV Tokyo ha annunciato che Yu-Gi-Oh! Go Rush!! sarebbe stato trasmesso dal 3 aprile 2022 su TV Tokyo e BS TV Tokyo, concludendosi il 30 marzo 2025, e che i membri principali dello staff di Yu-Gi-Oh! Sevens sarebbero tornati a ricoprire i rispettivi ruoli. Nobuhiro Kondo dirige la serie presso lo studio Bridge, Toshimitsu Takeuchi si occupa della sceneggiatura mentre Kazuko Tadano e Hiromi Matsushita curano il character design. Dall'episodio 1 al 51, le sigle sono rispettivamente Shinkirō (蜃気楼? lett. "Miraggio") dei Frederic (apertura) e One Way (lett. "Senso unico") di Yūsuke Saeki (chiusura). Dall'episodio 52 al 102, le sigle utilizzate sono Soul Galaxy (lett. "Galassia dell'anima") dei BRADIO (apertura) e Cosmos (lett. "Cosmo") di Taichi Mukai (chiusura). A partire dall'episodio 103, le sigle sono Duel shiyou ze! (デュエルしようぜ！?, Dyueru shiyou ze!, lett. "Duelliamo!") di Masayoshi Oishi (apertura) e STAR RUSH (STARスター RUSHラッシュ?, Sutā Rasshu) di Ayaka Nanase (chiusura). Infine, dall'episodio 128 in poi, la sigla di chiusura viene sostituita da It Won't Be Goodbye (lett. "Non sarà un addio") sempre di Ayaka Nanase.

### Manga
Il 3 marzo 2022 è stato annunciato che la serie avrebbe ricevuto un adattamento manga. Quest'ultimo, scritto e disegnato da Naoya Sugita, è stato serializzato dal 4 aprile 2022 sulla rivista Saikyō Jump edita da Shūeisha al 4 marzo 2024. I capitoli sono stati raccolti in 4 volumi tankōbon dal 2 dicembre 2022 al 4 giugno 2024.
| 1 | 2 dicembre 2022 | ISBN 978-4-08-883361-3 |
| 1 | Capitoli (traduzioni letterali dei titoli) - 1. Un duello con l'ignoto!? (未知との決闘！？?, Michi to no Dyueru!?) - 2. Una trappola coperta!? (裏側の罠！？?, Uragawa no Torappu!?) - 3. L'evocazione più forte! (最強の召喚！?, Saikyō no shōkan!) - 4. Amore, è amore! (愛だろ愛！?, Aidaro ai!) - 5. Vera pace!! (真の平和！！?, Shin no heiwa!!) - 6. Risoluzione!! (決着！！?, Kecchaku!!) |                        |
| 2 | 2 giugno 2023 | ISBN 978-4-08-883576-1 |
| 2 | Capitoli (traduzioni letterali dei titoli) - 7. MIK! (ＭＩＫ！?, Emu Ai Kē!) - 8. L'area residenziale sotterranea! (地下居住区！?, Chika kyojūku!) - 9. Di-cielo! (デ・スカイ！?, De Sukai!) - 10. I Banditi Rovian!! (ロヴィアン盗賊団！！?, Rovian tōzokudan!!) - 11. La poetessa (吟う者?, Utau mono) - 12. Il potere dei legami (キズナの力?, Kizuna no chikara)                             |                        |
| 3 | 4 dicembre 2023 | ISBN 978-4-08-883769-7 |
| 3 | Capitoli (traduzioni letterali dei titoli) - 13. Sospetto (疑い?, Utagai) - 14. Lugh (ルーグ?, Rūgu) - 15. Del terrore... (恐怖の・・・?, Kyōfu no...) - 16. Scontro serio (真剣勝負?, Shinken shōbu) - 17. Il grande re arriva (大王来る?, Daiō kuru) - 18. Il vero asso! (真のエース！?, Shin no Ēsu!)                                                                                         |                        |
| 4 | 4 giugno 2024 | ISBN 978-4-08-884084-0 |
| 4 | Capitoli (traduzioni letterali dei titoli) - 19. Lui (アイツ?, Aitsu) - 20. Investigazione sotto copertura (潜入捜索?, Sennyū sōsaku) - 21. La determinazione di Yuamu (遊歩の決意?, Yuamu no ketsui) - 22. L'ora della prova (試練の時?, Shiren no toki) - 23. Dio vs dio (神ＶＳ神?, Goddo bāsasu goddo) - 24. Amici per sempre (ずっと仲間だ?, Zutto nakama da)                               |                        |

### Videogioco
Dalla serie è stato tratto un videogioco sviluppato e pubblicato da Konami e intitolato Yu-Gi-Oh! Rush Duel: Saikyo Battle Royale!! Iku zo! Go Rush!! (遊戯王ラッシュデュエル 最強バトルロイヤル！！いくぞ！ゴーラッシュ！！?, Yūgiō Rasshu Dyueru Saikyō Batoru Roiyaru!! Iku zo! Gōrasshu!!) il quale è uscito in Giappone il 1º dicembre 2022 per Nintendo Switch, fungendo da seguito per Yu-Gi-Oh! RUSH DUEL: Dawn of the Battle Royale!!, il gioco basato su Yu-Gi-Oh! Sevens.